# Ukonvasara

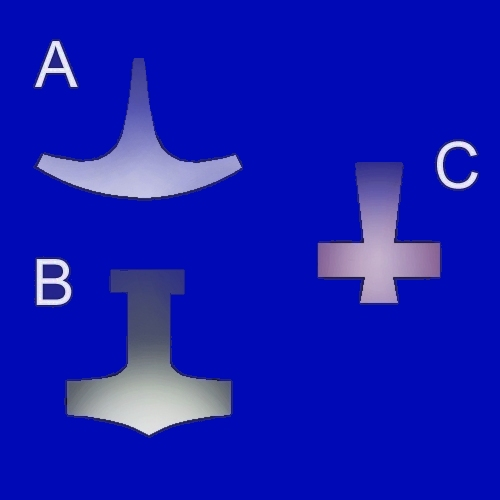
Es portaven penjolls en forma de martell com a protecció del déu del tro. A=Ukonvasara finès B=Martell de Thor escandinau C=Martell de Thor islandès

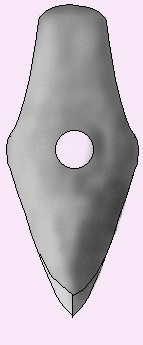
Aquest tipus de martell de pedra podria ser el significat original d'Ukonvasara

Ukonvasara, o Ukonkirves, és el símbol i l'arma màgica del déu finlandès del tro Ukko, semblant al Mjölnir de Thor. Ukonvasara significa martell d'Ukko; de la mateixa manera, Ukonkirves significa destral d'Ukko. Es deia que Ukko va crear un llamp amb l'Ukonvasara.
El martell d'Ukko probablement era originàriament una destral de pedra amb forma de vaixell. Quan es van abandonar les eines de pedra amb l'arribada del metall, els orígens de les armes de pedra es van convertir en un misteri. Les destrals de pedra, les anomenades pedres del llamp (ukonvaaja en finès), es van trobar a terra, sobretot després que les pluges arrosseguessin la brutícia. Es creia que eren armes d'Ukko, caps de pedra dels llamps. Els xamans recollien i sostenien destrals de pedra perquè es creia que tenien el poder tant de curar com de danyar.
Els finlandesos pagans moderns de vegades porten penjolls de martells o destrals al coll, com els cristians de vegades porten creus.

## Etimologia
Segons Asko Parpola, el sànscrit vajra- i l'avèstic vazra- es refereixen tots dos a una arma de la Divinitat, i possiblement provenen de l'arrel protoindoeuropea *weg'- que significa "ser (o fer-se) poderós". Està relacionat amb el proto-finno-uralic *vaśara, " martell, destral ", però tant els derivats sànscrits com ugrofins són probablement protoaris o protoindoaris però no protoiranians, segons Parpola i Carpelan, degut a la seva sibilant palatalitzada.
Unto Salo creu que Ilmari, un altre Déu finès del cel, és l'origen d'Ukko, però que, com Ukko, Ilmari va experimentar una influència molt significativa, encara que lluny de ser total, del Déu del cel indoeuropeu, especialment en forma de Thor. Altres creuen que el nom original d'Ukko era el bàltic Perkūnas.
Perkūnas es representa de mitjana edat, armat amb una destral i fletxes, muntant un carro de dues rodes amb cabres, com Thor. El nom Thor descendeix del teònim protogermànic *Þun(a)raz ("Tro"), Segons l'erudit Peter Jackson, aquests teònims poden haver sorgit originalment com a resultat de la fossilització d'un epítet original (o epiclesi) del déu protoindoeuropeu del tro * Perkwunos de la qual també va descendir Perkunas.
Es descriu que Indra utilitza el vajra per matar pecadors i persones ignorants. La mitologia d'Indra és paral·lela a Perun, Perkūnas, Taranis i Thor, cosa que suggereix un origen comú en la mitologia protoindoeuropea.